# Lexus LF-C2
Lexus LF-C2 – samochód koncepcyjny należącej do koncernu Toyota marki Lexus, zaprezentowany 19 listopada 2014 r. na wystawie motoryzacyjnej w Los Angeles.
LF-C2 miał postać roadstera z czteromiejscową (2+2) otwartą kabiną (bez składanego dachu). Samochód wyposażono w 20-calowe, pięcioramienne alufelgi, reflektory LED oraz sterowany za pomocą manipulatora Remote Touch system multimedialny z dużym, kolorowym wyświetlaczem ciekłokrystalicznym.